# V. Alfonz leóni király
V. (Nemes) Alfonz (Leóni Királyság, 994 – Viseu, 1028. augusztus 7.) leóni király (999–1028), aki a Kantábriai-házból származott.  Jelentős szerepet játszott a királyság történetében. II. (Köszvényes) Bermudo fia és utóda. (Nem VI. Alfonz néven volt király, ahogyan egy-két forrásmunka tévesen jelöli, ugyanis nem  Froilaz Alfonz leóni király a IV. Alfonz nevű király. Froilaz Alfonzot a spanyol forrásmunkák nem sorolják be León királyai közé; ezért „Szerzetes” Alfonz, aki 925-től 931-ig uralkodott, volt IV. Alfonz leóni király.)

## Életrajza
A gyermekként trónra lépő király kiskorúsága alatt régensként édesanyja, II. Bermudo második felesége, Elvira (970?–1017), a Lara-házbeli I. García Fernández (más jelölés szerint I. García), kasztíliai gróf lánya uralkodott. A gyermek V. Alfonz másik gyámja Menendo González portugál gróf volt. A leendő király alapos nevelést kapott; majd első felesége Elvira (996?–1022), Menendo González lánya lett.
V. Alfonz uralkodása kezdetén, 1002-ben, Calatañazornál a leóniak – a Kasztíliai Grófsággal és az akkor még Pamplonai Királyságnak nevezett Navarrával szövetségben – nagy győzelmet arattak a Córdobai Kalifátus kiváló hadvezére, a spanyolok által Almanzornak nevezett  Abu Amir Muhammad Ibn Abdullah Ibn Abi Amir, ismertebb nevén Al-Hajib Al-Manszúr  (938? – 1002) vezette mór sereg felett. (Almanzor a csatában kapott súlyos szemsérülése következtében megvakult és még ebben az évben meghalt.) A győzelemből alaposan kivette a részét Kasztíliának a Lara – házból származó grófja, Sancho García (965? – 1017), akit egyes források I. Sancho grófként is említenek. A hispániai keresztény államok szövetsége által aratott győzelem azért volt jelentős, mert Almanzor halálával megszűnt a Córdobai Kalifátusnak az Almanzor vezette-irányította,  987/988 óta  tartó támadássorozata. (A  Córdobai Kalifátus egyébként a belviszályok miatt 1031-ben egymással is konfrontáló királyságokra bomlott).
V. Alfonz nagykorúsága elérésekor nagy energiával látott neki a mórok által az apja uralkodása idején feldúlt királyság újjászervezésének. Akárcsak apja, jelentős jogalkotási tevékenységet végzett, és hozzáfogott az Almanzor által feldúlt székhely, León városának újjáépítéséhez. Élete utolsó éveiben nekilátott a Leóni Királyság által korábban uralt, de Almanzor támadásai következtében elveszített területek visszaszerzésének. A mórok elleni harcok közben, a portugáliai Viseu ostroma során elesett.
V. Alfonznak már szembesülnie kellett a Ximena – házból származó III. (Nagy) Sancho Garcés navarrai király egyre növekvő hatalmával. V. Alfonz a nagy hatalmú és rendkívül aktív navarrai királlyal a kapcsolatot olyan módon is javítani kívánta, hogy második felesége Urraca, IV. García navarrai királynak lánya, III. Sancho testvére lett.
V. Alfonz utóda első házasságából született fia, Bermudo, aki III. Bermudo néven uralkodott.

## Külső hivatkozások
- http://www.homar.org/genealog/
- https://web.archive.org/web/20080202123946/http://www.genealogie-mittelalter.de/